# Ján Sabol
Ján Sabol (ur. 25 stycznia 1939 w miejscowości Sokoľ) – słowacki językoznawca. Zajmuje się fonetyką, fonologią, morfonologią i morfologią literackiej słowacczyzny, stylistyką, wersologią, językoznawstwem ogólnym i lingwistyką matematyczną. Piastuje stanowisko profesora na Uniwersytecie Preszowskim.
Jego dorobek obejmuje dziesiątki prac i artykułów naukowych, monografii, podręczników i innych publikacji. Jest twórcą syntetycznej teorii fonologii.

## Życiorys
W 1956 r. zdał maturę w gimnazjum w Koszycach. W latach 1956–1959 studiował na Wydziale Filozoficznym Wyższej Szkoły Pedagogicznej w Preszowie. W okresie 1959–1962 studiował język słowacki i rosyjski na Wydziale Filozoficznym Uniwersytetu P.J. Szafaryka w Preszowie, gdzie został zatrudniony w 1962 r.. W 1969 r. obronił „mały doktorat” (PhDr.), w 1980 r. uzyskał stopień kandydata nauk, a w 1991 r. stopień doktora nauk. W 1992 r. został mianowany profesorem.

## Wybrana twórczość
- Voľný verš v súčasnej slovenskej poézii. Genéza a charakteristika (współautorstwo, 1968)
- Základy exaktného rozboru verša (współautorstwo, 1970)
- Prozodická sústava slovenčiny (1977)
- Základy akustickej fonetiky (współautorstwo, 1978, 1979, 1986)
- Fonetika a fonológia. Metódy fonologického rozboru (1982, 1988)
- Teória literatúry. Základy slovenskej verzológie (1983, 1988)
- Štatistika. Exaktné metódy v jazykovede a v literárnej vede (współautorstwo, 1986)
- Súčasný slovenský jazyk. Cvičenia zo syntaxe (współautorstwo, 1988, 1993)
- Kapitoly zo všeobecnej jazykovedy (1988)
- Syntetická fonologická teória (1989)
- Fonetika a fonológia (współautorstwo, 1989) ISBN 80-08-00036-8
- Kultúra hovoreného slova (współautorstwo, 1990)
- Komunikačný štatút prízvuku v spisovnej slovenčine (współautorstwo, 1994) ISBN 80-88722-05-5
- Akustický signál – semióza – komunikácia (współautorstwo, 2002) ISBN 80-8068-279-8